# Dworek (Wrocław)
Dworek (niem. Höfchen) – osiedle w południowej części Wrocławia, w byłej dzielnicy Krzyki, w okolicach dzisiejszego placu Powstańców Śląskich.

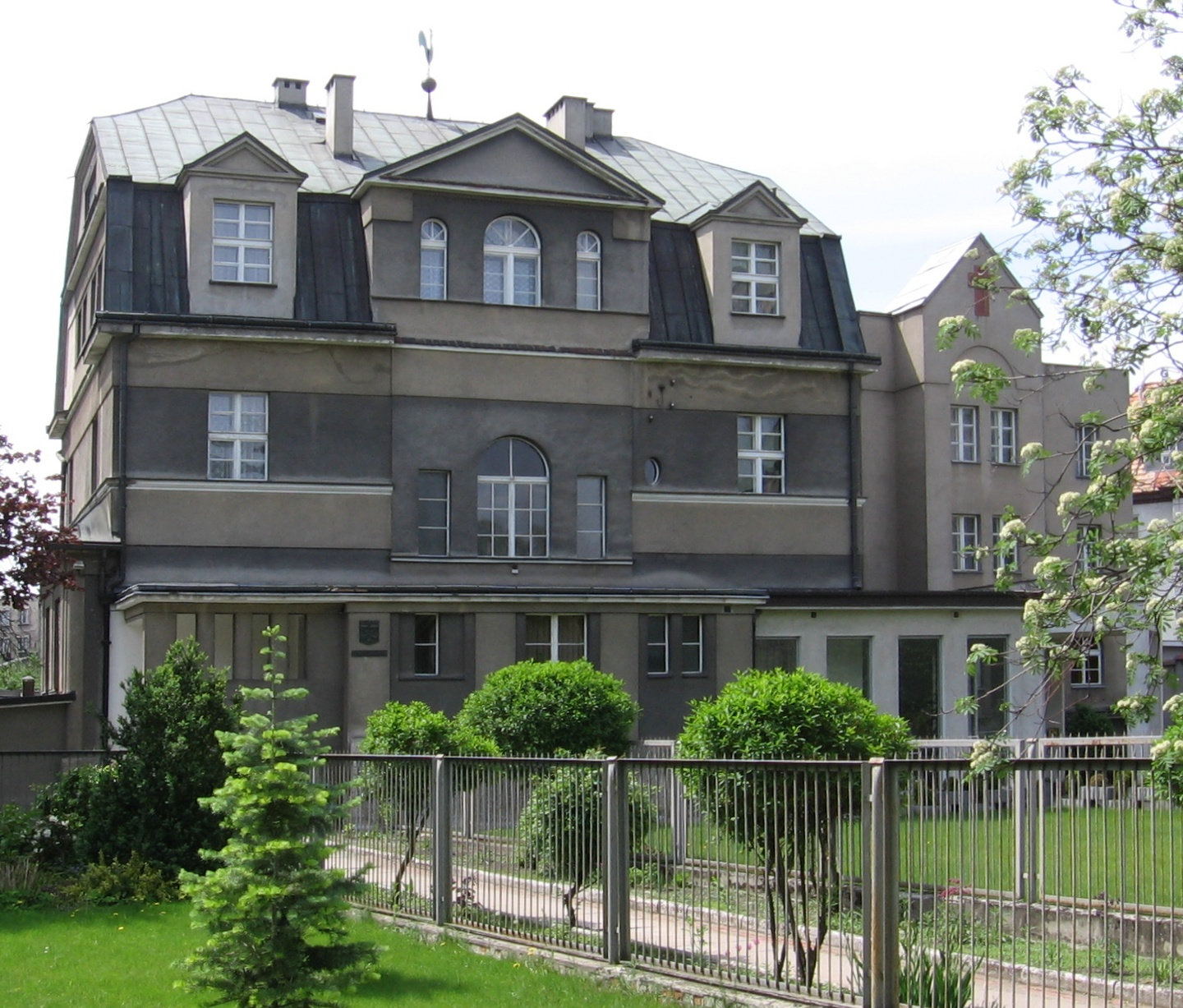
Klasztor franciszkanów przy Kruczej 58

Obejmuje – według mapy M. Grügera z 1911 skrawek – niewielki kwartał ograniczony dzisiejszymi ulicami Pretficza, Oficerską, Kruczą, placem Hirszfelda i fragmentami ulic Zaporoskiej, nieistniejącym odcinkiem Kronprinzenstraße (istniejąca jej pozostałość została nazwana ulicą Gwiaździstą) i północno-zachodnią krawędzią placu Powstańców Śląskich. Dziś do Dworka zalicza się okolicę ograniczoną ulicami Gajowicką, Kruczą, Zaporoską, Powstańców Śląskich i Hallera.

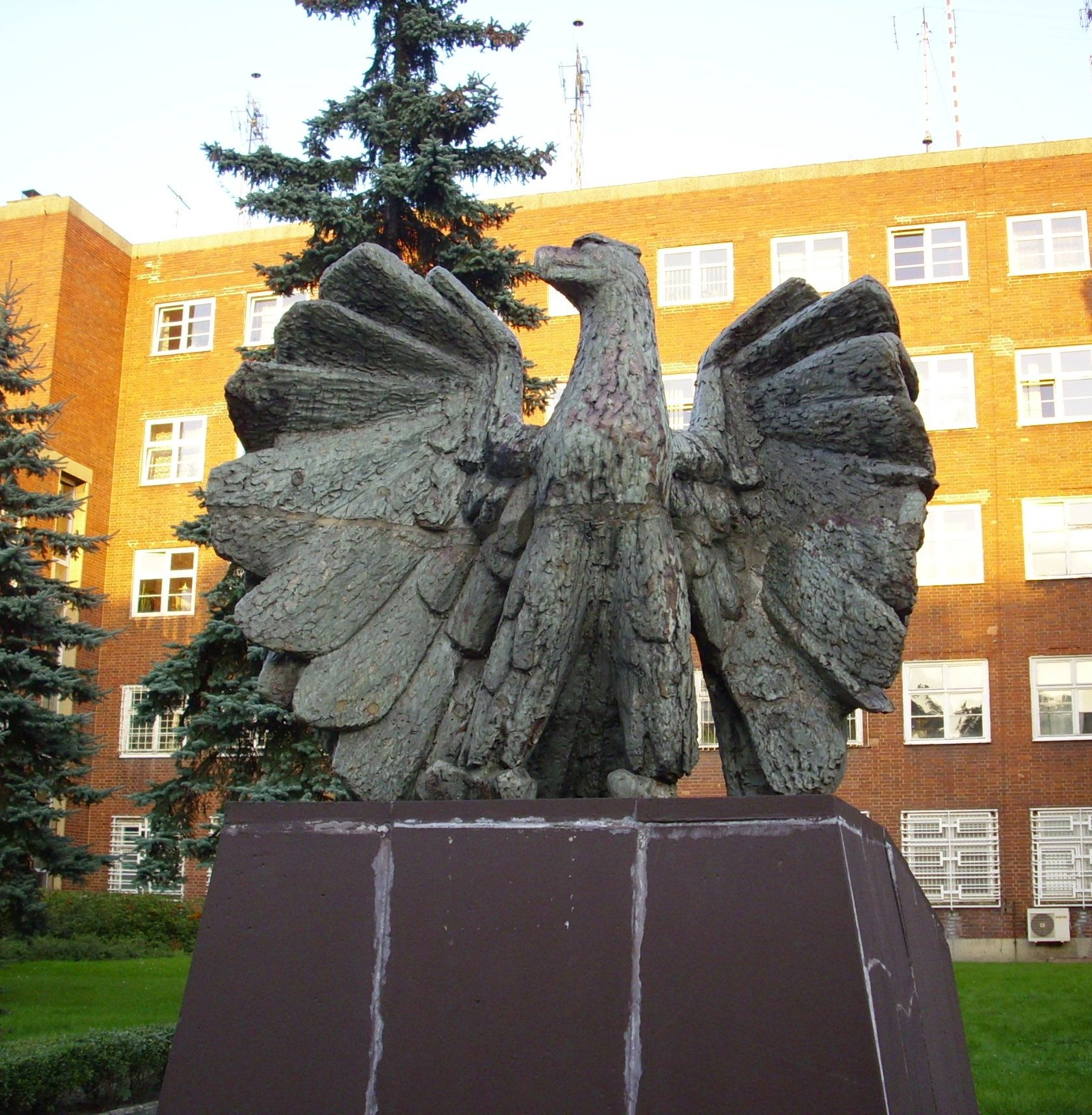
Pomnik orła przy ul. Gajowickiej

Osiedle to nie było typową wsią, lecz dobrem (folwarkiem); nosiło niem. nazwę Höfchen-Commende, lub krócej Höfchen, wywodzącą się ze znajdującego się tu niegdyś dworku komandora joannitów z klasztoru przy Bramie Świdnickiej. Od nazwy Höfchen wywodziła swą nazwę Höfchenstraße (dziś ul. Zielińskiego) – najkrótsza droga łącząca Höfchen z miastem, oraz Kommande Höfchen (potem Kommendeweg, ul. Oficerska), przed przeprowadzeniem regulacji tych okolic stanowiące jedną drogę. Dworek przyłączony został do miasta Wrocławia wraz z sąsiednimi Gajowicami i osiedlem Południe w roku 1868. W 1882 urządzono na granicy osiedla, przy zbiegu Höfchenstraße, Goethestraße (Wielkiej) i Hohenzollernstraße (Zaporoskiej) prostokątny plac o wymiarach 120×140 m według projektu urbanistycznego Kaumanna i Hofmanna, z dwoma zieleńcami rozdzielonych dwupasmową ulicą (dzisiejszą Zaporoską). Nazwano go Höfchenplatz; na wschodniej pierzei placu Karl Grosser zaprojektował budynek Krajowego Zakładu Ubezpieczeń (wybudowany 1891–1893), dzisiejszy szpital onkologiczny im. Ludwika Hirszfelda. W latach trzydziestych XX wieku plac przemianowano, nadając mu imię Franza Seldte, jednego z ministrów Hitlera. W czasie oblężenia Wrocławia pod koniec II wojny światowej otaczająca plac secesyjna zabudowa z przełomu XIX i XX wieku legła niemal całkowicie w gruzach, ocalał jednak budynek Ubezpieczeń. Plac uzyskał po wojnie nazwę placu Prostokątnego. W miesiąc po śmierci w 1954 profesora Ludwika Hirszfelda, mikrobiologa, immunologa i serologa nadano placowi jego imię.

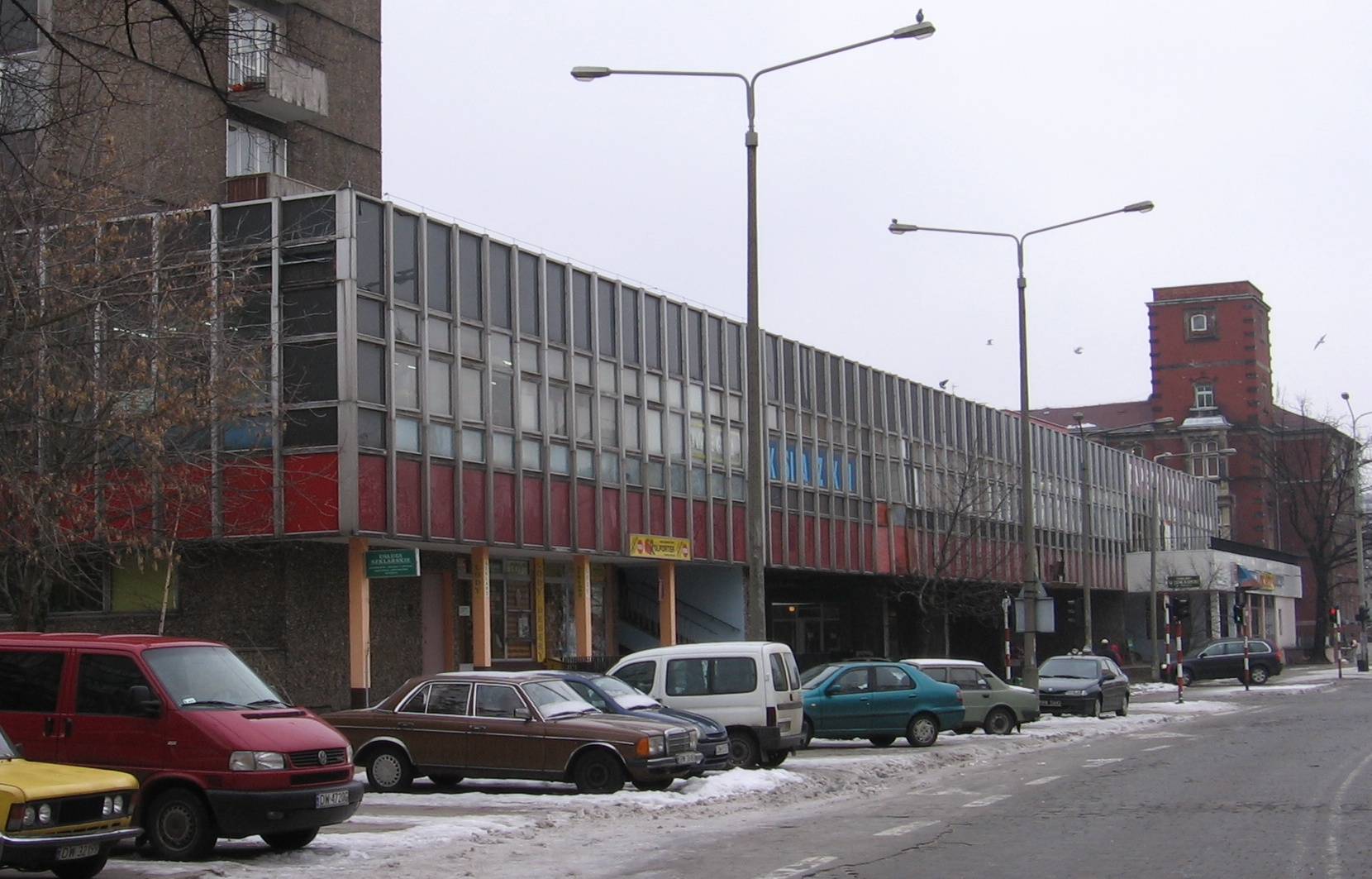
Nieistniejący już w tej formie aneks usługowy nad ul. Zaporoską przy pl. Hirszfelda (dawniej Höfchenplatz); w głębi szpital onkologiczny

 W latach 1972–1974 wybudowano na placu Hirszfelda budynek mieszkalny z aneksem handlowo-usługowym, zawieszonym nad jezdniami ulicy Zaporoskiej. Prześwit pod aneksem był jednak z nieznanych przyczyn niestandardowo niski – dopuszczalny tam był przejazd pojazdów nie wyższych niż 3,3 metra, co dla wielu – nawet nie przesadnie wysokich – samochodów ciężarowych było ograniczeniem zbyt radykalnym. Budowla ta, pomimo częstych tam kolizji ciężarówek, przetrwała w całości aż do końca 2006 roku, kiedy zdecydowano ostatecznie o jej częściowej rozbiórce – zlikwidowano fragmenty umieszczone nad jezdniami. Przywrócona tym samym została perspektywa na blisko dwukilometrowej osi ulic Zaporoskiej i Sudeckiej, zwieńczonej na południowym końcu okazałą wieżą ciśnień przy alei Wiśniowej. Prace rozbiórkowe aneksu zakończono w styczniu 2007.